# Enock Agyei
Enock Atta Agyei (sinh ngày 13 tháng 1 năm 2005) là một cầu thủ bóng đá chuyên nghiệp người Bỉ hiện tại đang thi đấu ở vị trí tiền vệ cánh cho câu lạc bộ K.V. Mechelen tại Giải bóng đá vô địch quốc gia Bỉ, cho mượn từ Burnley.

## Sự nghiệp thi đấu

### RSC Verviers và Anderlecht
Agyei bắt đầu sự nghiệp thi đấu của mình với RSC Verviers trước khi gia nhập Anderlecht vào năm 2015. Vào ngày 14 tháng 8 năm 2022, anh ra mắt chuyên nghiệp tại Challenger Pro League cho đội dự bị của Anderlecht, RSCA Futures.

### Burnley và cho mượn tại Mechelen
Vào ngày 31 tháng 1 năm 2023, anh gia nhập câu lạc bộ Burnley tại EFL Championship theo bản hợp đồng kéo dài 4 năm rưỡi và sau đó được cho mượn tại Mechelen.

## Sự nghiệp quốc tế
Agyei đã từng đại diện cho Bỉ trên đấu trường quốc tế cho đến cấp độ cao nhất là U-18.

## Đời tư
Agyei được sinh ra ở Bỉ với cha mẹ là người Ghana.

## Thống kê sự nghiệp
Tính đến 30 tháng 4 năm 2023
| Câu lạc bộ          | Mùa giải            | Giải đấu                         | Giải đấu | Giải đấu | Cúp quốc gia | Cúp quốc gia | League Cup | League Cup | Khác | Khác | Tổng cộng | Tổng cộng |
| Câu lạc bộ          | Mùa giải            | Hạng                             | Trận     | Bàn      | Trận         | Bàn          | Trận       | Bàn        | Trận | Bàn  | Trận      | Bàn       |
| ------------------- | ------------------- | -------------------------------- | -------- | -------- | ------------ | ------------ | ---------- | ---------- | ---- | ---- | --------- | --------- |
| RSCA Futures        | 2022–23             | Challenger Pro League            | 17       | 3        | —            | —            | —          | —          | —    | —    | 17        | 3         |
| Burnley             | 2022–23             | EFL Championship                 | 0        | 0        | —            | —            | —          | —          | —    | —    | 0         | 0         |
| Mechelen (mượn)     | 2022–23             | Giải bóng đá vô địch quốc gia Bỉ | 8        | 0        | 1            | 0            | —          | —          | —    | —    | 9         | 0         |
| Tổng cộng sự nghiệp | Tổng cộng sự nghiệp | Tổng cộng sự nghiệp              | 25       | 3        | 1            | 0            | —          | —          | —    | —    | 26        | 3         |

Ghi chú
1. ↑  Bao gồm Cúp bóng đá Bỉ